# Thagria vulgaris
Thagria vulgaris är en insektsart som beskrevs av Nielson 1977. Thagria vulgaris ingår i släktet Thagria och familjen dvärgstritar. Inga underarter finns listade i Catalogue of Life.